# Fangshan (Pingtung)
Fangshan (chinesisch 枋山鄉, Pinyin Fāngshān Xiāng) ist eine Landgemeinde im Landkreis Pingtung auf Taiwan (Republik China).

## Lage
Fangshan liegt an der der Formosastraße zugewandten Küste Taiwans in der Nähe der Südspitze der Insel. Das Gemeindegebiet besteht aus einem langgestreckten, stellenweile sehr schmalen Küstenstreifen. Die Küstenlänge beläuft sich auf etwa 26 Kilometer. Die Ausdehnung ins Landesinnere beträgt maximal etwa 3,5 Kilometer und minimal weniger als 100 Meter. Im Gemeindegebiet von Fangshan mündet der kleine gleichnamige Fluss Fangshan (枋山溪) ins Meer.
Die Nachbargemeinden sind Shizi im Osten, Fangliao und Chunri im Norden, sowie Checheng im Süden.

## Geschichte
Die ursprünglichen Bewohner der Gegend waren austronesische indigene Ethnien. Ab dem 18. Jahrhundert begann die Einwanderung von Han-Chinesen. Nachdem die Insel Taiwan 1945 an die Republik China gekommen war, wurde 1950 der Landkreis Pingtung eingerichtet und Fangshan wurde zu einer Landgemeinde (鄉,  Xiāng).

## Bevölkerung
Die indigenen Völker Taiwans sind anteilmäßig in Fangshan nur verhältnismäßig gering vertreten. Ende 2017 waren es 180 Personen (etwa 3 %). Die große Bevölkerungsmehrheit bilden die Nachfahren Han-chinesischer Einwanderer (meist Hoklo).
| Gliederung Fangshans                                       |
| Jialu 加祿村 Fangshan 枋山村 Fenggang 楓港村 Shanyu 善餘村 |

## Verwaltungsgliederung
Fangshan ist in 4 Dörfer (村, Cūn) gegliedert: Jialu (加祿村), Fangshan (枋山村), Fenggang (楓港村) und Shanyu (善餘村). Das Dorf Shanyu entstand als letztes und wurde im Jahr 1955 aus Teilen des Dorfes Fenggang gebildet.

## Infrastruktur
Die wichtigsten Straßenverbindungen sind die Provinzstraßen 1, 9 und 26. Die erstgenannte zieht von Norden kommend entlang der Küste. Südlich des Flusses Fangshan mündet sie in die Provinzstraße 26, die bis zur Südspitze der Insel Taiwan weiterführt. Kurz vor der Einmündung zweigt von der Provinzstraße 1 die Provinzstraße 9 Richtung Osten ab. Durch Fangshan verläuft die sogenannte Südverbindungslinie der Taiwanischen Eisenbahn. In Fangshan gibt es zwei Bahnhöfe, Jialu (加祿) und Neishi (內獅). Beide befinden sich im Dorf Jialu. Letzterer wird nicht für den öffentlichen Verkehr, sondern nur für Bahnangestellte verwendet.
In Fangshan befindet sich einer der beiden Haupt-Seekabel-Landepunkte Taiwans (der andere befindet sich in Toucheng im nordöstlichen Landkreis Yilan). Hier bestehen Anschlüsse an die internationalen Seekabel SEA-ME-WE 3, EAC-C2C und SJC2.

## Landwirtschaftliche Produkte, Fischerei
Überregional bedeutsame landwirtschaftliche Produkte sind Javaäpfel, Mangos und Zwiebeln. Der Fischfang im Fluss Fangshan hat ebenfalls Bedeutung. Gefangen werden vorwiegend Grundeln (Gobiidae), die ein charakteristisches Wanderungsverhalten flussaufwärts aufweisen. Die am Oberlauf des Flusses gelegten Fischeier werden mit dem Wasserstrom Richtung Meer getragen, wo sie ausreifen und als Fische später wieder ihre Wanderung antreten.

## Sehenswürdigkeiten und Tourismus
Fangshan verfügt über einige Strandabschnitte, ist aber selbst kein ausgesprochenes Touristenziel, sondern besitzt vor allem Bedeutung als Durchgangsstation für Besucher des an der Südspitze Taiwans gelegenen Kenting-Nationalparks, der mit durchschnittlich über 5 Millionen Besuchern jährlich der meistbesuchte Nationalpark Taiwans ist.

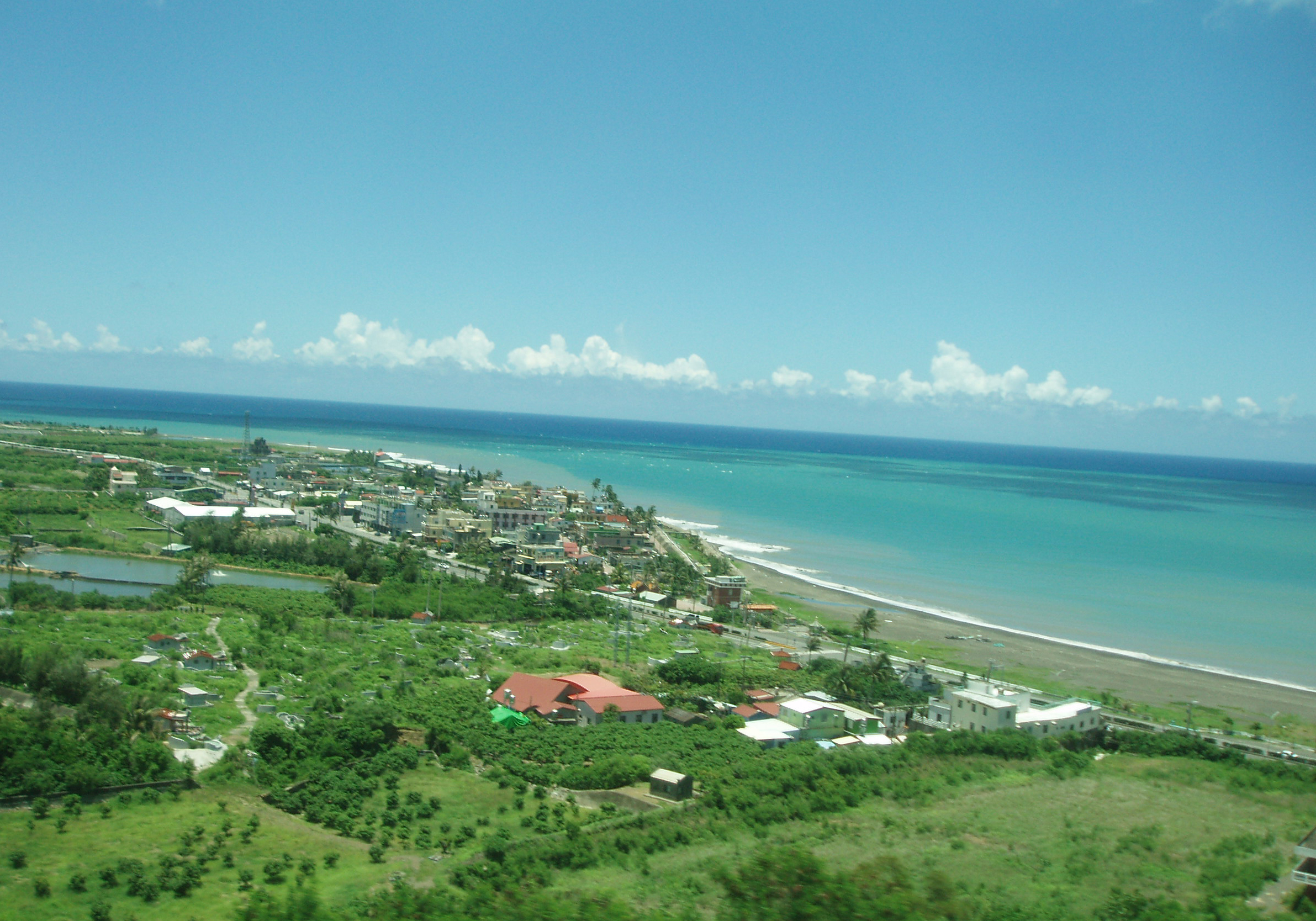
Küste von Fangshan
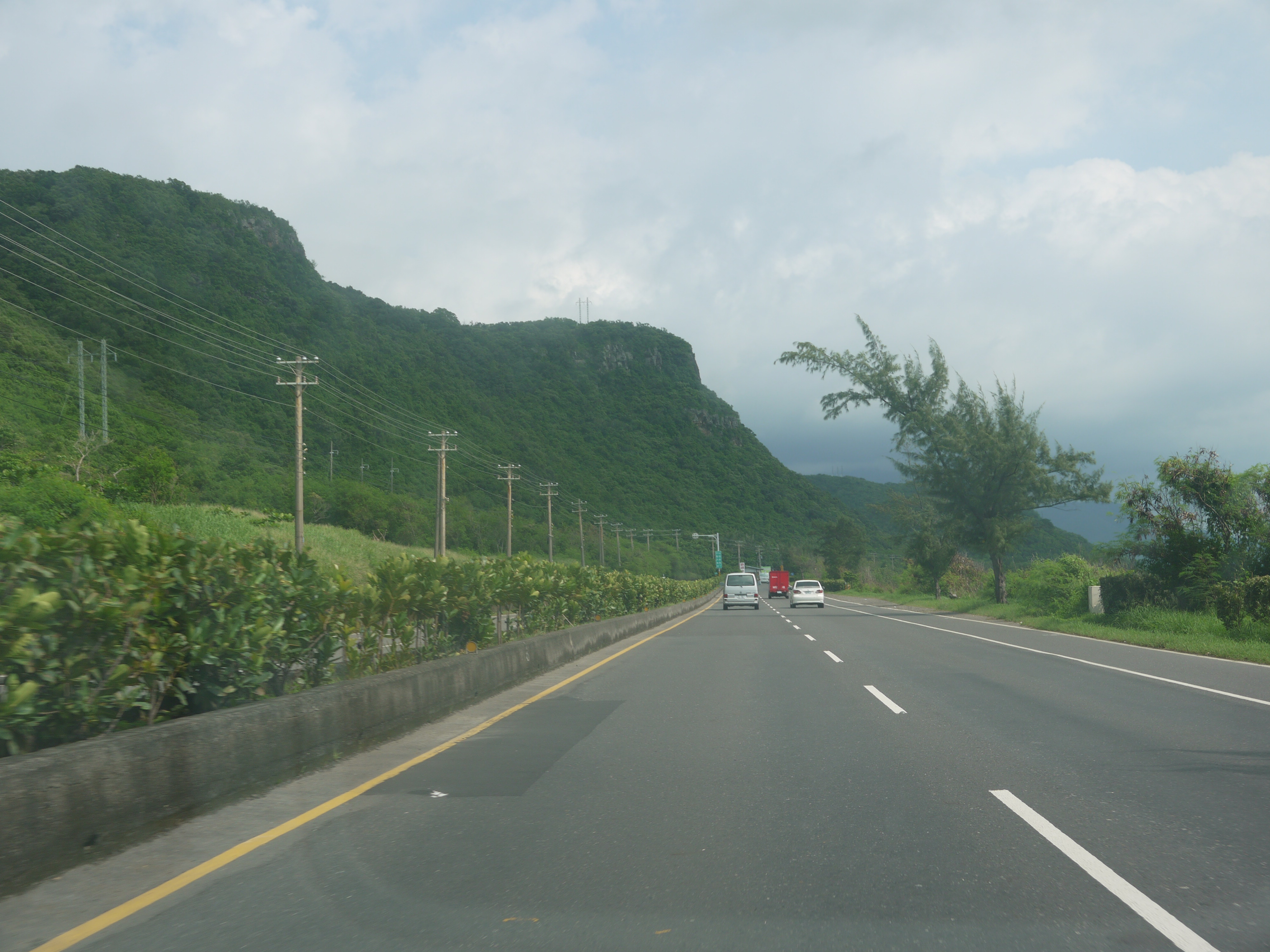
Auf der Provinzstraße 1 (Blick Richtung Süden)
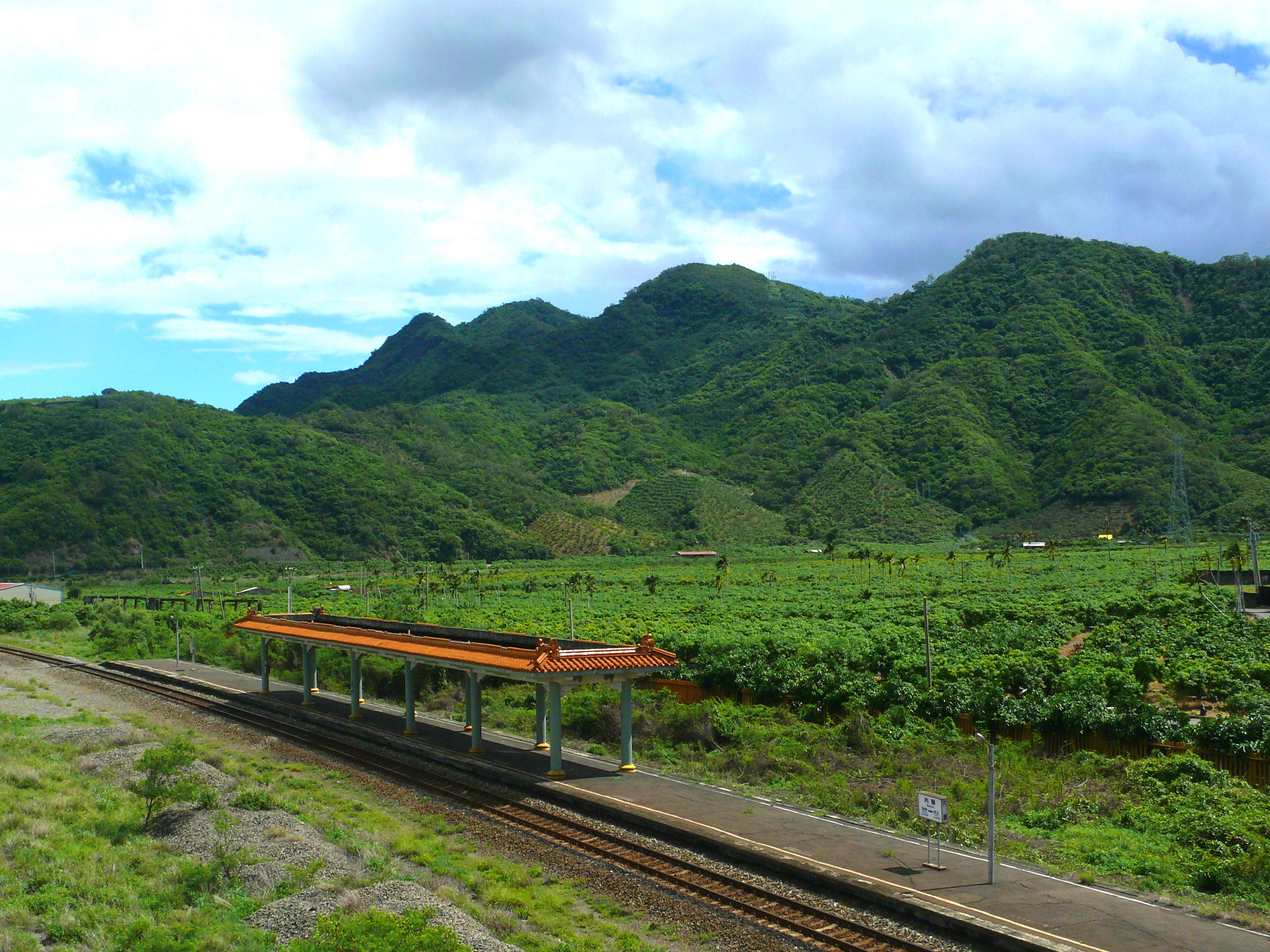
Bahnhof Neishi im Dorf Jialu

## Persönlichkeiten
Die Eltern der von Mai 2016 bis Mai 2024 amtierenden taiwanischen Präsidentin Tsai Ing-wen stammten aus Fangshan. Tsai selbst wurde allerdings in Taipeh geboren.